# 06式水下步枪
06式水下自动步枪（QBS-06，QBS为源自官方翻译的拼音「輕武器—步槍—水下」（Qīngwuqi Bùqiāng Shuǐxià）的类别代码，照正常而言的拼音是「2006式水下自动步枪」（Shuǐxià Zìdòng Bùqiāng, 2006），亦简称06式，以下简称为QBS-06）是一款由中国北方工业集团公司所研製和生產的水下突击步枪，为目前中国人民解放军的制式步枪之一，是APS水下突擊步槍的中國口徑化仿製改进型，亦是中国研制的第四种小口径步枪（如果水下突击步枪亦计算在內）。发射国产的5.8×42毫米中國口徑DBS-06箭形水下步枪子彈。

## 歷史
多年来，中国都有著关于水下手枪与步枪的流言，据流言所述都是通过对前苏联／俄罗斯SPP-1水下手槍和APS水下突擊步槍的实物进行测绘并仿制而成的。前者现已证实是05式水下手枪（QSS-05），發射尺寸与原型同為4.5×40毫米的DAS-05箭形水下手槍子彈；后者则是06式水下自动步枪，口径从原型的5.66毫米扩大为与中国各小口径步枪相同的5.8毫米，并在結構、部件細節上有着眾多差異。目前，QBS-06于中国人民解放军正式服役使用，主要装备对象是海军特种部队及部分海军陆战队蛙人特战分队，以执行水下偵察攻擊，以及反滲透、要點保護等任務。
2010年，QBS-06透過中央電視台製作的新聞影片向公眾公開展示。它亦在同年的中泰軍事演習中登場過。

## 設計細節
作为APS的仿制改进型，QBS-06与其原型相近。最大的外观差异在于其硕大的25發弹匣，从后部有突出并延长的部分以騰出托彈簧空間的特异形弹匣变为底部平齐、装有大型托弹簧、并具有双抱弹口式设计的常规弧形弹匣。这可解决因彈藥及供弹行程过长而引起的供弹轨迹不确定所造成的供弹故障问题，确保细长的子弹在供弹运动中的稳定可靠。弹匣下方亦具有排水孔以便排水。
QBS-06的机匣采用了与56式及81式自动步枪相同的冲铆结构式生产工艺，结构简单，成本较低，经济性比较高。
QBS-06的准星和照门的外观要比APS略嫌单薄的機械瞄具显得结实，而且与56式及81式自动步枪一样，分別于照门与准星上带有护翼与护圈。
QBS-06的拉机柄为类似于81式自动步枪的圆柱型，取代了APS那类似于AK-47的月牙形拉机柄。
QBS-06的活塞筒上开有不少排水小孔，用以在枪机复进时将活塞筒以内的水排出，减小枪机的复进阻力，保证枪机有足够的击发能量，不至于发生击发无力的现象。该枪也同时采用了自适应导气装置，在不同的水深和水面上使用时也无需对导气装置进行调节。
此外，QBS-06有著APS所沒有、由工程塑料製成的明显人體工學護木以及与QBZ-95相似的槍口裝置，还有刺刀座用以在枪口以下裝上5.8毫米枪族通用的95式刺刀（QNL-95）以及专属的06式水下刺刀（QNL-06）。
由于口径的扩大以及配备了原型槍所沒有的部件，QBS-06比APS较重，後座力也较大，弹匣亦少装了1發。

## 彈藥
QBS-06发射中国生产的5.8×42毫米中國口徑DBS-06大长径比专用箭形水下步枪子彈。弹头就像用長箭頭型的5.8毫米子彈，而彈殼则与5.8毫米普通彈共用的漆钢弹壳。其弹头设计也较为特殊，弹身细长，尾端面较小、质心相对靠前，在弹尖部分则是直径1.5毫米的小平面，这样设计的目的是保证其在水下飞行时保持稳定。弹药全长度约为150毫米，而弹药全重量约为28克，几乎相当于两发5.8毫米自动步枪普通子弹的重量。
当水下子弹被击发并且出膛以后，由于弹尖部分平面的作用，水在弹尖平面和锥面的过渡部分分离，并且在弹头高速运动途中于周围构成空泡，使得弹体被空泡所包裹。此时，水仅仅对弹头头部起阻力作用，而对弹头的干扰作用相对较小，从而减小水对弹头的阻力，延缓速度的下降，并使得弹道稳定。
当弹头撞击目标以后，由于弹头的设计为“头重脚轻”，容易趋向于不稳定的翻滚，从而扩大对目标所造成的杀伤效果。此外，其大质量的钢制弹头貫穿力良好，足以貫穿潜水服、防水面罩与用于潜水的氧气瓶。
这种弹药虽然可在水面以上使用，但是由于使用环境的改变、重量体积不利于瞄准，以至水下步枪子弹在空气中的飞行能力远比普通步枪子弹相差什远的因素，导致在水面上射击的精度差劣，难以击中超过50公尺的目标。同时水下步枪子弹在空气中使用时产生的巨大後座力，超过了枪械的承受范围，以玫该枪在水面上射击时会严重缩短其寿命。

## 缺點
QBS-06仍然采用传统的钢板冲卯结构，而钢的耐腐蚀性比较差劣，然而水下自动步枪的主要使用环境却是在腐蚀性较高的海水中，这必然会对武器的寿命构成影响。
2000年代，中国装备彷自前苏联／俄罗斯上世纪APS的QBS-06的同一时期，俄罗斯亦于1990年代後期与同期先后已經研制可水下及水上两用（两栖）的ASM-DT，以至更为緊湊、更为模块化的ADS，使得QBS-06的性能差距更为明显。

## 資料來源
1. ↑  Modern Firearms——QBS-06
2. ↑  .   [22 April 2016]. （原始内容存档于2016-11-24）.
3. ↑  Súng bắn dưới nước QBS-06 của Trung Quốc
4. 1 2 3  . Xilu.com. 6 April 2011  [22 April 2016]. （原始内容存档于2018-12-01）.

## 外部連接
- （英文）—Military-Today.com—QBS-06 Underwater Assault Rifle（页面存档备份，存于）
- （英文）—Modern Firearms—QBS-06（页面存档备份，存于）
- （英文）—The Firearm Blog.com—The Dragon's Fishing Spear: QBS-06 Frogman Rifle（页面存档备份，存于）
- （简体中文）—D Boy Gun World（槍炮世界）—QBS06式水下步枪（页面存档备份，存于）